# Simon Boccanegra
Simon Boccanegra er en opera med en prolog og tre akter af Giuseppe Verdi. Den italienske libretto, der bygger på skuespillet Simón Bocanegra af Antonio García Gutiérrez, er skrevet af Francesco Maria Piave.
Uropførelsen fandt sted på Teatro La Fenice i Venedig den 12. marts 1857. Den reviderede version med tekstændringer af Arrigo Boito blev først opført på Teatro alla Scala i Milano den 24. marts 1881.
Simon Boccanegra opføres hyppigt. Der findes flere indspilninger af den.